# Jenna Dewan
Jenna Dewan (Hartford, Connecticut, 3 december 1980) is een Amerikaans actrice en danseres.

## Loopbaan
Dewan begon haar danscarrière als achtergronddanseres tijdens tournees van onder anderen Janet Jackson. Zij speelde verder in diverse films, overwegend dansfilms. In 2007 won zij samen met medehoofdrolspeler Channing Tatum een Teen Choice Award voor hun vertoonde danskunsten in Step Up uit 2006.

## Persoonlijk leven
Dewan kreeg in 2005 een relatie met Channing Tatum, tegenspeler in de muziek- en dansfilm Step Up. In 2009 trouwden zij in Malibu en in 2013 kregen zij een dochter. In 2018 besloot het echtpaar uit elkaar te gaan. In datzelfde jaar werd bekend dat Dewan een relatie had met acteur Steve Kazee.

## Filmografie
- The Wedding Year (2019)
- Berlin, I Love You (2019)
- Slightly Single in L.A. (2013)
- She Made Them Do It (2013)
- 10 Years (2011)
- Setup (2011)
- American Virgin (2009)
- The Six Wives of Henry Lefay (2009)
- Falling Awake (2009)
- The Jerk Theory (2009)
- Love Lies Bleeding (2008)
- Fab Five: The Texas Cheerleader Scandal (2008)
- The Grudge 2 (2006)
- Step Up (2006)
- Take the Lead (2006)
- Tamara (2005)
- Waterborne (2005)
- The Hot Chick (2002)

## Televisieseries
*Exclusief eenmalige gastrollen
- Melrose Place - Kendra Wilson (2009, twee afleveringen)
- The Young and the Restless - Donna (2004, twee afleveringen)
- The Playboy Club - Bunny Janie (2011, hoofdrol, drie afleveringen)
- American Horror Story: Asylum - Teresa Morrison (2012-2013, vijf afleveringen)
- Witches of East End - Freya Beauchamp (2013, hoofdrol)
- Supergirl - Lucy Lane (2015-2016, acht afleveringen)
- Man with a Plan - Jen (2017-2018, twee afleveringen)
- Soundtrack - Joanna (2019, hoofdrol)
- The Resident - Julian Booth (2018)
- The Rookie - Bailey